# Saison 1 d'Unikitty!
 (juillet 2019).
Si vous disposez d'ouvrages ou d'articles de référence ou si vous connaissez des sites web de qualité traitant du thème abordé ici, merci de compléter l'article en donnant les références utiles à sa vérifiabilité et en les liant à la section « Notes et références ».
Chronologie
Saison 2
Cet article présente la liste des épisodes de la première saison de la série d'animation américaine Unikitty!. La première saison est diffusée aux États-Unis du 27 octobre 2017 au 4 février 2019 sur Cartoon Network.
En France, elle est diffusée du 3 septembre 2018 au 15 mai 2019 sur Cartoon Network France.

## Épisodes
| No. de série | No. de saison | Titres (français & original)                            | Réalisation                        | Scénario                   | Première diffusion | Première diffusion |
| ------------ | ------------- | ------------------------------------------------------- | ---------------------------------- | -------------------------- | ------------------ | ------------------ |
| 1            | 1             | Le Jeu du non-retour Spoooooky Game                     | Brock Gallagher                    | Chad Quandt & Aaron Waltke | 27 octobre 2017    | 13 septembre 2018  |
| 2            | 2             | La Matière étincelante Sparkle Matter Matters           | Ed Skudder & Lynn Wang             | Ed Skudder & Lynn Wang     | 17 novembre 2017   | 3 septembre 2018   |
| 3            | 3             | Tombe la neige No Day Like Snow Day                     | Brock Gallagher                    | Chad Quandt & Aaron Waltke | 1er décembre 2017  | 10 septembre 2018  |
| 4            | 4             | Entraînement sauvage Action Forest                      | Ed Skudder & Lynn Wang             | Mike Olsen                 | 1er janvier 2018   | 6 septembre 2018   |
| 5            | 5             | Un robot trop beau Kaiju Kitty                          | Casey Alexander                    | Chad Quandt & Aaron Waltke | 1er janvier 2018   | 7 septembre 2018   |
| 6            | 6             | La Fin des problèmes Fire & Nice                        | Casey Alexander                    | Chad Quandt & Aaron Waltke | 1er janvier 2018   | 7 septembre 2018   |
| 7            | 7             | L'Ami Pierre Rock Friend                                | Brock Gallagher                    | Aaron Preacher             | 1er janvier 2018   | 3 septembre 2018   |
| 8            | 8             | Panique en cuisine Kitchen Chaos                        | Casey Alexander                    | Kelsy Abbott               | 1er janvier 2018   | 4 septembre 2018   |
| 9            | 9             | Coup de cœur Crushing Defeat                            | Casey Alexander                    | Chad Quandt & Aaron Waltke | 1er janvier 2018   | 4 septembre 2018   |
| 10           | 10            | La Révolte des vœux Wishing Well                        | Brock Gallagher                    | Chad Quandt & Aaron Waltke | 5 janvier 2018     | 6 septembre 2018   |
| 11           | 11            | Cache-cache Hide N' Seek                                | Casey Alexander                    | Chad Quandt & Aaron Waltke | 12 janvier 2018    | 7 septembre 2018   |
| 12           | 12            | Coincés ensemble Stuck Together                         | Brock Gallagher                    | Chad Quandt & Aaron Waltke | 19 janvier 2018    | 6 septembre 2018   |
| 13           | 13            | Les idées géniales de Mimicorne Little Prince Puppycorn | Brock Gallagher                    | Chad Quandt & Aaron Waltke | 26 janvier 2018    | 4 septembre 2018   |
| 14           | 14            | Mal-mal Pet Pet                                         | Casey Alexander & Careen Ingle     | Chad Quandt & Aaron Waltke | 2 février 2018     | 10 septembre 2018  |
| 15           | 15            | Unikitty contre Maître Sourcil Kitty Court              | Careen Ingle                       | Chad Quandt & Aaron Waltke | 9 février 2018     | 28 novembre 2018   |
| 16           | 16            | Un anniversaire d'enfer Birthday Blowout                | Ed Skudder & Lynn Wang             | Ed Skudder & Lynn Wang     | 16 février 2018    | 3 septembre 2018   |
| 17           | 17            | Renard de laboratoire Lab Cat                           | Casey Alexander                    | Chad Quandt & Aaron Waltke | 23 février 2018    | 28 novembre 2018   |
| 18           | 18            | Super Geek The Zone                                     | Brock Gallagher                    | Chad Quandt & Aaron Waltke | 2 mars 2018        | 13 septembre 2018  |
| 19           | 19            | La Corne du bonheur Too Many Unikitties                 | Casey Alexander                    | Aaron Preacher             | 12 mars 2018       | 11 septembre 2018  |
| 20           | 20            | Le Festival du film Film Fest                           | Brock Gallagher                    | Chad Quandt & Aaron Waltke | 12 mars 2018       | 28 novembre 2018   |
| 21           | 21            | Chaos à la une Unikitty News                            | Careen Ingle                       | Chad Quandt & Aaron Waltke | 12 mars 2018       | 28 novembre 2018   |
| 22           | 22            | Colocataires en folie Dinner Apart-y                    | Careen Ingle                       | Chad Quandt & Aaron Waltke | 9 avril 2018       | 10 septembre 2018  |
| 23           | 23            | Dimanche détente R and Arr                              | Bill Reiss                         | Mikey Heller               | 13 avril 2018      | 28 novembre 2018   |
| 24           | 24            | Permis de cogner License to Punch                       | Brock Gallagher                    | Matt Loman                 | 20 avril 2018      | 5 septembre 2018   |
| 25           | 25            | Un amour d'araignée Buggin' Out                         | Brock Gallagher                    | Mikey Heller               | 4 juin 2018        | 5 décembre 2018    |
| 26           | 26            | Fauteuil Chair                                          | Casey Alexander & Careen Ingle     | Lynn Wang & Ed Skudder     | 4 juin 2018        | 28 novembre 2018   |
| 27           | 27            | Le Roi des skateurs Kickflip McPuppycorn                | Careen Ingle                       | Greg White                 | 4 juin 2018        | 28 novembre 2018   |
| 28           | 28            | Le Radeau de l'aventure Super Amazing Raft Adventure    | Brock Gallagher                    | Mike Heller                | 4 juin 2018        | 28 novembre 2018   |
| 29           | 29            | Doubler n'est pas jouer Tasty Heist                     | Careen Ingle                       | Matt Loman                 | 4 juin 2018        | 28 novembre 2018   |
| 30           | 30            | Le Tournoi Brawl Bot                                    | Brock Gallagher                    | Greg White                 | 23 juillet 2018    | 28 novembre 2018   |
| 31           | 31            | À la recherche de la plage parfaite Beach Day           | Bill Reiss, Ed Skudder & Lynn Wang | Emily Brundige             | 23 juillet 2018    | 29 novembre 2018   |
| 32           | 32            | Gros chiot, petits problèmes Big Pup, Little Problem    | Ed Skudder & Lynn Wang             | Chad Quandt & Aaron Waltke | 23 juillet 2018    | 12 décembre 2018   |
| 33           | 33            | La Magie de Richard Tragic Magic                        | Brock Gallagher                    | Kyle McVey                 | 23 juillet 2018    | 12 décembre 2018   |
| 34           | 34            | La Danse à outrance Dancer Danger                       | Careen Ingle                       | Matt Loman                 | 23 juillet 2018    | 12 décembre 2018   |
| 35           | 35            | Le Prince des proprios Landlord Lord                    | Brock Gallagher                    | Matty Smith                | 17 août 2018       | 24 avril 2019      |
| 36           | 36            | Histoires d'Halloween Scary Tales                       | Casey Alexander                    | Chad Quandt & Aaron Waltke | 19 octobre 2018    | 1er octobre 2018   |
| 37           | 37            | La Parade Float On                                      | Ed Skudder & Lynn Wang             | Chad Quandt & Aaron Waltke | 21 novembre 2018   | 10 avril 2019      |
| 38           | 38            | Perdus dans l'espace Space Mission : Danger             | Ed Skudder & Lynn Wang             | Kyle McVey                 | 21 décembre 2018   | 17 avril 2019      |
| 39           | 39            | Des cadeaux par milliers Top of the Naughty List        | Careen Ingle                       | Ben Gruber                 | 21 décembre 2018   | 1er mai 2019       |
| 40           | 40            | BatKitty                                                | Careen Ingle                       | Matty Smith                | 4 février 2019     | 15 mai 2019        |